# Fernanda Pontes
Fernanda Pontes Bonifácio de Oliveira (Niterói, 25 de setembro de 1983) é uma apresentadora e atriz brasileira.

## Carreira
Como atriz, fez participações em três novelas da Rede Globo: Começar de Novo, Da Cor do Pecado e Malhação. Na Rede Record Viveu Vick em Os Mutantes - Caminhos do Coração, uma vampira do mal. De volta a TV Globo, apresenta o programa infantil TV Globinho. Em setembro de 2009, protagonizou o novo clipe "O Seu Lugar" da banda Seu Cuca. 

## Filmografia

### Televisão
| Ano           | Título                         | Personagem    | Notas                          |
| ------------- | ------------------------------ | ------------- | ------------------------------ |
| 2004          | Da Cor do Pecado               | Pit Cachorra  | Episódio: "24 de junho"        |
| 2004          | Começar de Novo                | Marcela       | Episódio: "15 de novembro"     |
| 2005          | América                        | Nati          | Episódio: "18 de junho"        |
| 2006          | Avassaladoras: A Série         | Edilene       | Episódio: "Estilo"             |
| 2006          | Malhação                       | Tati          | Episódios: "2–5 de agosto"     |
| 2007          | Meninas Antenadas              | Apresentadora |                                |
| 2008          | Som+                           | Apresentadora |                                |
| 2008          | Os Mutantes                    | Vick          | Episódios: "10–16 de setembro" |
| 2009–10       | TV Globinho                    | Apresentadora |                                |
| 2010          | Bicicleta e Melancia           | Virgínia      | Temporada 1                    |
| 2010          | As Cariocas                    | Suzana        | Episódio: "A Traída da Barra"  |
| 2012          | Gabriela                       | Zuleika Leal  |                                |
| 2013          | Flor do Caribe                 | Vanessa       |                                |
| 2015–presente | Planeta Brasil                 | Apresentadora |                                |
| 2016          | Malhação: Pro Dia Nascer Feliz | Alicia        | Episódios: "22–25 de novembro" |

### Filme
| Ano  | Título                     | Personagem |
| ---- | -------------------------- | ---------- |
| 2006 | Amélio, O Homem de Verdade | Marcella   |
| 2014 | Isolados                   | Bianca     |

## Teatro
| Ano  | Título                          | Personagem |
| ---- | ------------------------------- | ---------- |
| 2006 | Preciso Dizer Que te Amo        | Victória   |
| 2007 | Jovens Casais, Problemas Atuais | Júlia      |
| 2010 | Vidas Divididas                 | Marizete   |